# Isaak Bär Levinsohn

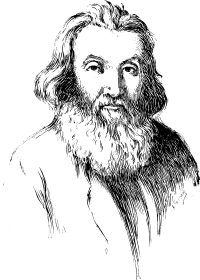
Isaak Bär Levinsohn

Isaak Bär Levinsohn (auch: Isaak Ber Lewinson und weitere Schreibweisen, abgekürzt mit Akronym RIBaL; * 13. Oktober 1788 in Kremenez, West-Ukraine; † 12. Februar 1860 in Kremenez) war ein zu seiner Zeit bedeutender hebräischer Schriftsteller, Pionier der Aufklärung (Haskala) unter den Juden Russlands, genannt „der russische Mendelssohn“.

## Leben
Levinsohn war ein sehr begabter und wissbegieriger Schüler. Bereits mit zehn Jahren konnte er die hebräische Bibel auswendig. Er beschäftigte sich, damals sehr untypisch, auch mit der russischen Sprache und schrieb eine russische Grammatik in hebräischer Sprache.
Er verfasste im Laufe seines Lebens neben grundlegenden philosophischen Arbeiten zur Rechtfertigung des Judentums Tendenzschriften im Sinne der Haskala und Apologien (u. a. Efes Dammim, gegen die Blutbeschuldigung, vollendet 1834, veröffentlicht erstmals 1837, mehrere Ausgaben und Übersetzungen, die insbesondere während der Damaskus-Affäre eine Rolle spielten).
Er wandte sich auch als einer der ersten jüdischen Aufklärer, vom Hebräischen kommend (worin er mittlerweile literarischen Ruhm erlangt hatte), dem Jiddischen zu, um das breite Volk zu erreichen (dramatische Satire Di Hefker Welt, „Die zügellose Welt“, 1828, die die Missstände im Shtetl thematisierte, eine scharfe Abrechnung mit Chassidim sowie mit den Gemeindevorstehern; konnte erst 1888 gedruckt werden).

## Schriften (Auswahl)
- Te'uda be-israel (Zeugnis in Israel)
- Bet jehuda (Haus Juda)